# Ramón Solsona Cardona
Ramon Solsona y Cardona (Igualada, 1877-18 de diciembre de 1961) fue un periodista y escritor español.

## Biografía
Era hijo de Ramon Solsona Noguera, que en el último tercio del siglo XIX había sido miembro de la Junta Carlista del Distrito de Igualada encabezada por Carlos Puget.

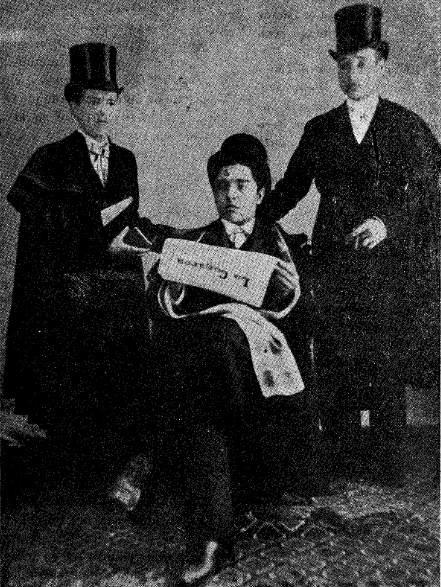
Martín Vall, Gabriel Auguet y Ramón Solsona como estudiantes de Filosofía del Seminario de Vich

Estudió Filosofía en el Seminario de Vich. Después se dedicó al periodismo y destacó como polemista. Colaboró en Igualada de manera habitual en la revista Zapatería Práctica (1903-1915) y en el periódico local Sometent (1905-1911). En 1908 presidió la Comisión de los Juegos Florales celebrados en Igualada.
Fue también colaborador del diario carlista de Barcelona El Correo Catalán, en el que empleó los seudónimos de Jordi d'Acer, Jordi de Cer y Menut. Durante la década de 1920 fue redactor de L'Eco d'Igualada (1920-1924) y dirigió el quincenal tradicionalista Llibertat en su segunda época (1924-1930). Colaboró igualmente en la Gaseta Comarcal (1927-1931) y en 1931 fue nombrado presidente de la Junta Directiva de la Asociación de la Prensa de Igualada y su Comarca. Durante la Segunda República cooperó en la fundación del Diari de Igualada y en 1932 escribió también algunos artículos para el semanario El Interrogante, en uno de los cuales defendía el tradicionalismo y atacaba a El Matí y a las izquierdas.
El estallido de la guerra civil española le sorprendió en Manresa, donde ejercía de gerente de una casa industrial. Se quedó en Igualada y otra población cercana durante unos días y cuando empezaron los asesinatos, lo escondieron en Barcelona, donde permaneció mucho tiempo encerrado, tiempo que aprovechó para escribir la novela autobiográfica «Amb capa i barret» (con capa y chistera) y la obra de teatro «Per camins tortuosos» (por sendas extraviadas), posteriormente traducidas al castellano durante la posguerra. Finalmente cruzó la frontera por Portbou y pasó a San Sebastián al bando nacional, donde colaboró como periodista para los sublevados. En 1938 publicó el libro «Por mi patria y por mi dama», favorable al tradicionalismo y editado por la Editorial Betis, en la que también publicaron libros otros autores carlistas como Antonio Pérez de Olaguer y Concepción Castella de Zavala. Además, Solsona noveló cuatro películas sin que figurase en ellas su nombre.
Estuvo afiliado al partido único del régimen (con carnet de Navarra núm. 8948) y fue delegado comarcal de «Frentes y Hospitales». Fue colaborador de Igualada, semanario comarcal de FET y de las JONS. Entre 1944 y 1952 presidió la primera Junta Directiva del Centro Nacional, después de haber sido confiscado el Ateneo Igualadino.
Alrededor de 1945 se separó de la disciplina del sector de la Comunión Tradicionalista liderado por Manuel Fal Conde, se pasó a la facción carlooctavista (los carlistas colaboracionistas con el franquismo y seguidores del pretendiente Carlos VIII), y asumió la jefatura comarcal carlooctavista de Igualada.
En 1948 narró algunos episodios de la historia reciente de Igualada, con especial énfasis en la prensa local, en su obra «Mi ciudad y yo», por la que se le rindió un homenaje. En 1951 escribió un artículo llamado «Una década de periodismo local», donde atribuía la pervivencia del semanario Igualada al talento de su director, a pesar de la ausencia del aliciente que suponían la crítica y la polémica interperiodística, debido al control del Estado sobre la prensa. En 1958 escribió unos gozos humorísticos dirigidos a José María Ollé, con el seudónimo de Raimundus Solsonensis. Escribió su último artículo con motivo de la edición número 1000 del semanario Igualada, con el título «La polémica, gimnasia del cerebro», donde añoró nuevamente los tiempos de lucha periodística.
Lleonard del Rio i Campmajó resumió su vida literaria haciendo mención de «sus polémicas seminaristas, sus ímpetus tradicionalistas, sus nobles ideas religiosas y su pródiga aportación al mundo literario local». Según el cronista de Igualada Antoni Carner i Borràs, «Solsona, tradicionalista, era hombre de tomar café y fumarse un cigarro con el más exaltado de los republicanos. Esto en aquel tiempo costaba mucho de entender. Pero él era así». Carner destacó también la faceta de observador y de fino humorista de Ramón Solsona, poniendo como ejemplo su artículo «Las delicias del ascensor» durante una conferencia sobre los 110 años de prensa en Igualada.
En su honor en 1971 el departamento de Actividades Culturales de la Delegación local de la «Juventud de Igualada» convocó un premio de periodismo «Ramón Solsona Cardona» para menores de 25 años.
Ramón Solsona se casó con Teresa Riba y fue padre de Ramón y de Rosa Solsona Riba.

## Obras
- Por sendas extraviadas
- Entre dos (comèdia)
- Por mi patria y por mi dama (1938)
- Con capa y chistera (1945)
- Mi ciudad y yo: Un período de historia anecdótica (1948)
- Els homes proposen... (1950)